# Rozetkaaszwam
De rozetkaaszwam (Spongiporus floriformis) is een schimmel uit de familie Dacryobolaceae. De soort komt voor op naaldhout. Hij is in Nederland bekend van lork (Larix). Daarbuiten ook van Abies, Cupressus, Pinus en Picea. Hij veroorzaakt bruinrot.

## Kenmerken

### Uiterlijke kenmerken
De hoed is 2-4 cm groot. De kleur is wit of crèmekleurig. Het oppervlak is dun, radiaal geruwd en wordt witachtig tot bleek in kleur, met een lichte randzone.  De poriën zijn afgerond en worden later hoekig. Ze zijn wit of geelachtig bij droging, met korte witte buisjes die breekbaar worden. Het vlees is wit of ivoorkleurig. Het heeft een lichte, bittere smaak.

### Microscopische kenmerken
De basidia zijn 4-sporig. De sporen zijn langwerpig tot kortcilindrisch, vaak licht gebogen, glad, hyaliene, inamyloïde en meten 3,5-4,5 x 2-2,5 µm. Er zijn geen cystiden aanwezig. Hij heeft een monomitisch hyfensysteem.

## Verspreiding
De rozetkaaszwam komt met name voor in Europa en Noord-Amerika. Hij is bekend van naaldbossen in de voor de boreale zone. In Nederland komt de zwam zeer zeldzaam voor.